# Pass da Niemet
Der Pass da Niemet (ital. Passo di Emet) liegt auf 2295 m zwischen dem Averstal und dem Val San Giacomo. Der Wanderweg über den Pass verbindet das schweizerische Innerferrera mit dem italienischen Montespluga.

## Geographie
Der Niemetpass befindet sich unweit der Grenze zwischen der Schweiz und Italien auf 2295 m. Vom Pass führt das Niemettal, in dem der Ual da Niemet fließt, ins Averstal. Im Süden wird der Pass vom gleichnamigen Pizzo d'Emet oder Piz Timun (3212 m) überragt.
Die Wanderung von Innerferrera über den Niemetpass nach Montespluga dauert 5 ½ Stunden, dabei ist ein Aufstieg von rund 900 Meter zu bewältigen. 20 Gehminuten nach der Grenze steht das Rifugio Giovanni Bertacchi (2175 m) des italienischen Alpenclubs. Etwas weiter unten liegt der Lago Emet 2145 m.

## Geschichte
Das Averstal stellte die Kontakte zu Italien über den Pass da Niemet her. So wurden unter anderem Küferarbeiten ausgeführt.
Chiavenna konnte im Jahr 1204 Weideareale auf der Alp Niemet/Emet von den Freien am Schamserberg («homines liberos de Saxammo») pachten, die dort Mitbesitzer waren. Nachdem 1226 ein fahrbarer Weg für einachsige Karren zwischen Campodolcino und Madesimo gebaut wurde, konnte man über den Niemet- statt den Splügenpass ins Schams gelangen. In Madesimo konnte man für die Fortsetzung der Reise zwischen dem Splügen- und Niemetpass wählen. 
Im Val San Giacomo gab es wegen strittiger Alpgrenzen und -nutzungen viele Fehden. 1428 kam es in Campodolcino zwischen den Freien von Schams und den Leuten des Val San Giacomo zu einem Friedensschluss. 
Bis nach dem Zweiten Weltkrieg spielte der Schmuggel über den Niemetpass eine gewisse Rolle.

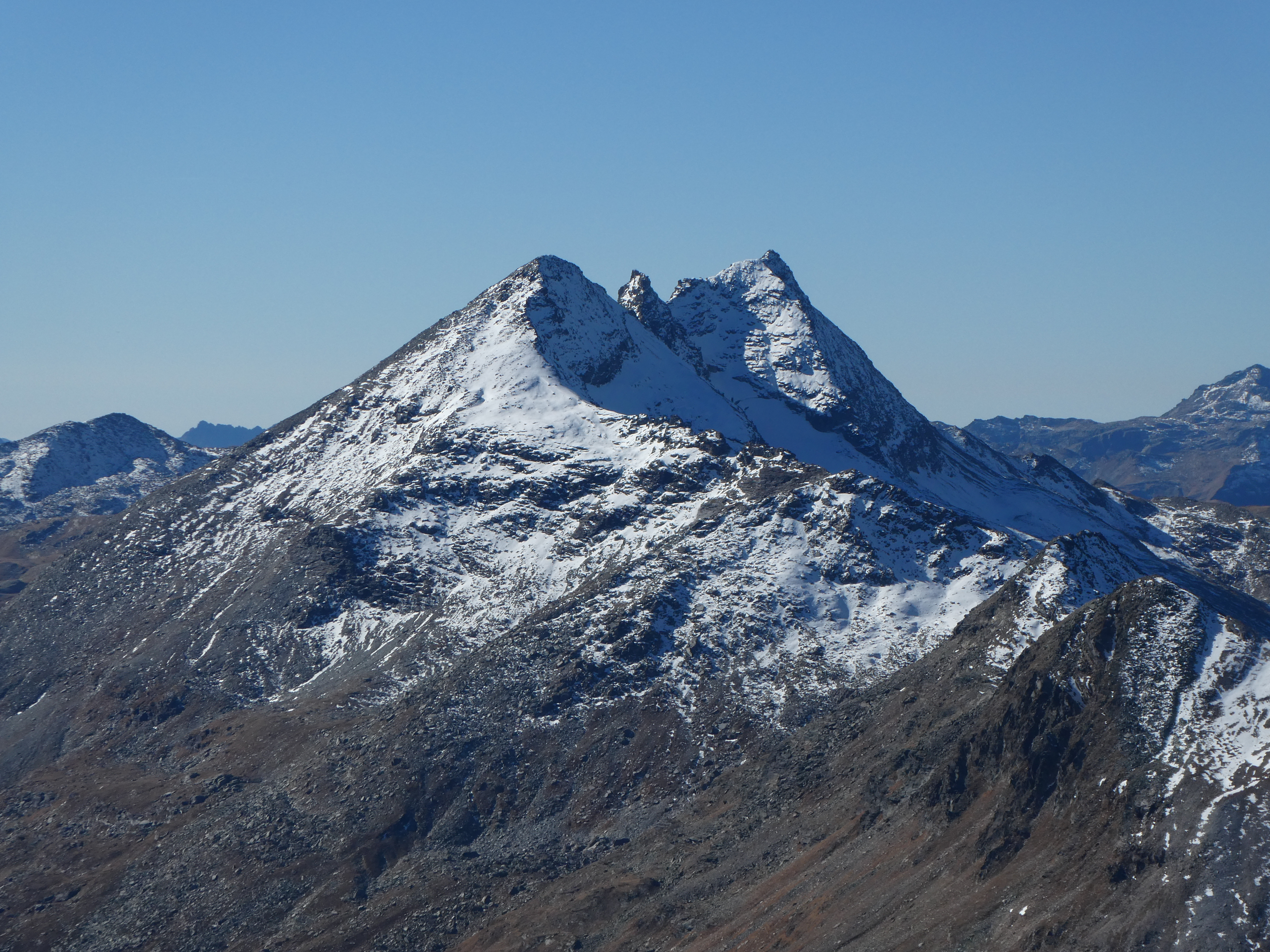
Grenzberg Piz d'Emet (rechts)